# Макс Люшер
Макс Лю́шер (нім. Max Lüscher; 9 вересня 1923, Базель, Швейцарія  — 2 лютого 2017, Люцерн, Швейцарія) — швейцарський психолог і розробник колірного Тесту Люшера.

## Освіта
В університеті він вивчав соціологію, філософію права та релігії, клінічну психіатрію.
В 1949 році захистив дисертацію «Колір як інструмент психодіагностики».

## Перша доповідь
В 1947 році в віці 23 років на першому всесвітньому конгресі з психології вперше представив основні положення колірної діагностики. Після цього діагностика Люшера здобула міжнародну популярність і швидко поширилася по всьому світу.

## Наукова діяльність
В 1956 отримав місце професора психології в Амстердамі.
Потім керував медико-психологічними та соціологічними дослідженнями, які проводилися з використанням його тесту в Західній Німеччині (Гамбург, Берлін, Мюнхен). В цей час він розробив систему яка дозволяє закодувати будь-який площинний дизайн і подати його у вигляді люшерівських кольорів та форм. Така система дозволяє проаналізувати різноманітні фактори купівельних уподобань та успішно створювати дизайн для різних цільових груп покупців.
Протягом 40 років він консультував різноманітні мультинаціональні компанії.

## Основна діяльність
З 1966 жив у Швейцарії. Його основна діяльність пов'язана з проведенням навчальних семінарів для психотерапевтів та підтримкою наукових розробок у галузі колірної діагностики, а також читанням лекцій у Східній та Західній Європі, США та Австралії.
Також був почесним членом міжнародного роршаського товариства в Римі, президентом центру діагностики Люшера в Римі та Інституту Макса Люшера в Падуї.

## Наукові праці
- Макс Люшер: Тест Люшера. Оцінка особи через вибір кольору". Rowohlt, Reinbek 1985, ISBN 3-498-03812-5
- Макс Люшер: «Закон гармонії у нас», Ullstein, Berlin 2003, ISBN 3-548-36656-2
- Макс Люшер: «Чотирьохколірна людина», Ullstein, 2005, ISBN 3-548-36797-6

- Max Lüscher: «The Lüscher Colour Test», Remarkable Test That Reveals Your Personality Through Color, Pan Books, 1972, ISBN 978-0-330-02809-7
- Max Lüscher: «Color — the mother tongue of the unconscious», Capsugel N.V. (1973)
- Max Lüscher: «The 4-Color Person», Pocketbooks, Simon Schuster, 1979, ISBN 0-671-83457-6
- Max Lüscher, «Colors of Love» : Getting in Touch with Your Romantic Self, St. Martin's Press, New York, 1996, ISBN 978-0-312-14295-7
- Max Lüscher: «The Luscher Profile», Mindscape (1986), ASIN B000WY2OU8
- Max Lüscher: «Personality Signs», Warner Books, 1981, ISBN 978-0-446-81317-4
- Max Lüscher: «Der Lüscher-Test. Persönlichkeitsbeurteilung durch Farbwahl», Rowohlt, Reinbek, 1985, ISBN 3-498-03812-5
- Max Lüscher: «Das Harmoniegesetz in uns», Ullstein, 2003, ISBN 3-548-36656-2
- Max Lüscher: «Der Vier-Farben-Mensch», Ullstein, 2005, ISBN 3-548-36797-6